# 카를 토마스 모차르트
카를 토마스 모차르트(독일어: Karl Thomas Mozart, 1784년 9월 21일~1858년 10월 31일)는 신성 로마 제국 시대 비엔나 출생인, 오스트리아 제국의 피아니스트 출신의 회계사로, 1819년경에 고전 클래식 음악 피아노 연주자를 모두 은퇴한 이후에는 회계사로 활약했다.
볼프강 아마데우스 모차르트와 콘스탄체 모차르트의 상당히 장성할때까지 생존한 두 아들 중에서는 첫째 아들이었다. 카를 토마스 모차르트 회계사의 다른 하나의 막내 친아우는 프란츠 크사버 볼프강 모차르트였다.
카를 토마스 모차르트 회계사의 1816년경 당시의 피아노 연주력은, 당시 외무장관 지낸 메테르니히 수상의 감탄 및 찬사의 이유가 되기도 했다.